# 콩고로토라팡가섬
콩고로토라팡가섬(Kongo Loto Lafanga)은 투발루 누쿠페타우 환초의 북동쪽에 위치한 라팡가섬의 남쪽에 위치한 섬이다.